# Плавти-Великі
Плавти-Великі (пол. Pławty Wielkie, нім. Groß Plauth) — село в Польщі, у гміні Кіселиці Ілавського повіту Вармінсько-Мазурського воєводства.
Населення — 76 осіб (2011).
У 1975-1998 роках село належало до Ельблонзького воєводства.

## Демографія
Демографічна структура станом на 31 березня 2011 року:
|          | Загалом | Допрацездатний вік | Працездатний вік | Постпрацездатний вік |
| -------- | ------- | ------------------ | ---------------- | -------------------- |
| Чоловіки | 40      | 15                 | 23               | 2                    |
| Жінки    | 36      | 9                  | 23               | 4                    |
| Разом    | 76      | 24                 | 46               | 6                    |